# 후창층군
후창층군은 현대의 조선민주주의인민공화국 중강군-김형직군 일대에 드러난 하부원생대층으로, 중강군 중강읍, 장성리, 오수리, 김형직군 금창리 일대에 수~수십 km2의 작은 면적으로 드러나 있다. 이들은 상원계와 중강통, 련무리통에 의해 부정합으로 덮이거나 서로 구조접촉하고 있으며, 압록강암군의 관입과 단층들에 의한 변위를 받았다. 주요 구성암석은 혼성암류, 탄산염암류, 편암류로 이러한 암석학적 특징에 따라 층을 삼분하고 있으며, 또 마천령계와 대비하고 있다. 일부 연구자들은 후창층군을 독립적인 층서단위로 설정하지 않고 마천령계의 일부로 보기도 한다.

## 연구역사
지금의 후창층군의 일부가 처음으로 기록에 나오는 것은 1942년 발간된 1:20만 후창도폭이 발간된 때로, 이 당시에는 죽전리 일대에 널린 후창층군을 시생대의 《결정편암계》라 부를 뿐, 어떠한 층명을 주지는 않았다. 후창층군에 대한 명칭이 처음으로 등장하는 것은 1960년으로, 이 시기에는 후창층군의 고회암층과 편암층 그리고 (현재) 직현통 독산층의 역암층을 《후창층》이라는 이름으로 부르며 상원계의 일부로 보았다. 당시 《후창층》의 층서는 아래에서 위로 다음과 같이 세워졌다.
- 괴상 세립 장석질 규암 …… 1000 m.
- 녹색 녹렴석편암과 녹렴석-견운모편암 …… 300 m 또는 500~600 m.
- 담회색의 괴상고회암 ……200 m 이하.

이후 축척 1:20만 도폭조사결과를 담은 《조선지질도폭》 I(1966년 출판)에서도 《후창층》이라 부르며 암석구성에 따라 아래층, 가운데층, 웃층으로 갈랐다. 1960년대 후반~1970년대에 걸쳐서 전국적인 축척 1:5만 도폭조사와 일부 지역에 대한 세부지질조사가 진행되며 후창층군의 세부층서가 세워졌는데, 이 때 대부분의 도폭 조사자들은 현재 후창층군의 웃층만 《후창층군》이라 부르며 아래에서부터 위로 《건하리층》, 《중덕리층》, 《복바위층》, 《세바위층》 등으로 사분하거나 《중덕리층》, 《장성리층》으로 이분하였다. 하지만 이후 1:5만 장흥리도폭 조사 당시 금창리지구 후창층군의 제4층 (중강지구 《세바위층》에 대비됨)으로 보았던 압쇄된 역질규암 및 장석질규암과 후창도폭 조사 당시 랑림층군과 련화산암군 위에 경사부정합으로 놓이는 백색규암, 장석질규암을 직현통 독산층으로 다시 분류하며 현재와 같은 삼분체계로 되었다.

## 층서
후창층군은 암석학적 특성에 따라 아래층, 가운데층, 웃층으로 나누고 있다. 이 세 분층을 모두 볼 수 있는 지역은 김형직군 금창리와 마산덕지구로, 이 층들은 서로 구조접촉하는 형태로 나타나고 있다. 한편 중강지역에서는 후창층군 웃층만이 구조블로크 형태로 약간 남아있을 뿐이다.
후창층군 아래층은 김형직군 금창리의 소금창골짜기 바닥과 마산덕부근의 압록강기슭 절벽 에 1 km2 남짓한 면적으로 분포하고 있다. 이 아래층은 배사핵부에 놓이며 가운데층과는 구조접촉하고 있다. 그리하여 그 정확한 두께는 미상이다. 아래층이 분포하는 금창리에서 아래층의 부분단면은 아래에서 위로 다음과 같다.
- 흑운모-백운모질 편암에 살색-우백질 화강암이 세층상으로 주입된 층상주입교대 혼성암…...40 m.
- 주입물이 많은 층상~음영상 혼성암…...65 m.
- 층상주입교대 혼성암…...3 m.
- 주입물이 많은 층상음영혼성암…...25 m.
- 층상주입교대혼성암…...4 m.
- 주입물과 기질물의 양이 거의 같은 층상혼성암…...60 m.
- 주입물이 우세한 층상음영혼성암…...15 m.
- 주입물과 기질물의 양이 거의 같은 층상혼성암…...10 m.
- 주입물이 우세한 층상음영혼성암…...120 m.

김형직군지역에 드러난 후창층군 아래층은 혼성암으로 이루어져있는 것이 특징으로 된다.
가운데층은 역시 아래층 분포지역과 같은 소금창골짜기와 마산덕의 압록강 기슭에 좁게 드러나있는데, 이 층 역시 다른 층에 대해 구조접촉하고 있어 그 전체 층후는 미상이다. 이 층은 탄산염암석이 놓이는 것이 특징으로 되며, 북대천통과 대비된다. 다만 이 층은 성진통에 대비되는 아래층, 남대천통에 대비되는 웃층과 달리 얇거나 아예 발달하지 않는 경우가 많다. 소금창골짜기 어귀에 드러난 가운데층 단면은 아래에서 위로 다음과 같다.
- 암회색, 회백색의 층상석회암…...40 m.
- 백색석회질고회암…...39 m.
- 사문석화된 회청색결정질석회암…...29 m.
- 약하게 사문석화된 백색석회질고회암. 여기에는 1~2 m 두께의 석회암층이 끼임…...61 m.
- 석회질견운모녹니석편암…...1.5 m.
- 백색석회질고회암…...70 m.
- 회색-회록색 석회암…...60 m.
- 백색-암회색 고회암…...20 m.
- 담회색-백색 석회암…...30 m.
- 암회색고회암…...35 m.
- 견운모록니석편암…...5 m.
- 암회색-회백색결정질고회암…...95 m.

웃층은 금창리와 중강읍 일대에서 볼 수 있는데, 금창지구에서는 가운데층, 상원층과 서로 구조접촉하며 나타난다. 이 층은 주로 편암으로 이루어져 있다. 마산덕부근의 압록강기슭에 드러난 웃층의 부분단면은 아래에서 우로 다음과 같다.
- 직현통 독산층과 구조접촉하는 견운모편암…...20 m.
- 회백색 규질편암…...5 m.
- 근청석견운모편암…...9 m.
- 규선석녹니석견운모편암…...8 m.
- 흑운모질 견운모석영편암…...7 m.
- 규선석녹니석견운모편암. 1.8 m 두께의 분암맥이 있음…...48 m.
- 녹니석견운모편암…...22 m.
- 운모질 석회암과 녹니석편암이 얇게 호층하는 구간…...3.5 m.
- 녹니석견운모편암(섬록분암맥이 관입하고 있음)......19 m.
- 염주상의 석영알갱이가 들어있는 흑운모질견운모석영편암…...50 m.
- 덮여서 안 보이는 구간…...42 m.
- 회백색, 암회색의 석회암…...13 m.
- 흑운모질 견운모석영편암…...6 m.

한편 중강지구에서는 후창층군의 웃층만 나타나고 있는데 1967년 중강지구 축척 1:1만 지질조사보고서에서는 아래에서 우로 중덕리층-장성리층, 1974년 다시 조사된 중강지구 축척 1:1만 지질조사보고서에서는 아래에서 우로 건하리층-중덕리층-복바위층-세바위층으로 나누었다. 한편 1971년의 축척 1:5만 토성리, 중강, 장흥리도폭에서는 1~4층으로 나누었는데 과거 연구자들은 1층을 건하리층과 1967년 당시 중덕리층의 아래부분, 2층은 1974년 당시 중덕리층과 1967년 당시 중덕리층의 윗부분, 3층은 복바위층과 1967년의 장성리층 아래부분, 4층은 세바위층이나 1967년의 장성리층 윗부분과 대비하였다. 다만 현재는 장성리 부근의 제 2층이 실제로는 상원계와 접하고 있음이 알려져 있으므로 다음과 같이 층서를 수정하는 것이 옳바르다고 여겨진다.
- 제 1층 - 축척 1:5만 도폭의 1,2층과 1:1만도폭의 중덕리층
- 제 2층 - 축척 1:5만 도폭의 3층과 축척 1:1만 도폭의 장성리층 아래층, 복바위층
- 제 3층 - 축척 1:5만 도폭의 4층과 1:1만 도폭의 장성리층 웃층 또는 세바위층

중강지구의 후창층군 제 1층은 중강읍과 중덕리 및 건하리 일대에 드러나있는데, 압록강에 일부 잠겨있어 그 하한은 알 수 없다. 전체 두께는 500~1100 m로 주로 백운모편암, 견운모편암, 규질편암으로 이루어져있고 일부 규암이나 석회암 등이 얇게 끼인다.
제 2층은 중강군 중덕리 복바위, 오산덕, 건하리의 건하천유역, 장성리 일대에 널려있는데 복바위와 오선덕지구에서 2층은 중강통과 구조접촉하고 있다. 제 2층의 전체 두께는 650~1400 m로 주로 회색-회록색의 녹니석편암과 규질편암 등으로 이루어져 있다.
제 3층은 중강군 중상리 세바위부근과 건하리 중지봉 남서쪽의 비탈, 장성리 일대에 널려있는데 주로 사암상규암과 장석질규암, 규질편암으로 이루어져 있다. 

## 암석학적 특성
김형직군 일대의 후창층군 암석에는 편마암류, 각섬암류, 각섬편암류, 석회암과 고회암류, 편암류가 있다.
김형직군 일대 후창층군 아래층은 주로 편마암류와 각섬암류, 각섬편암류와 그 혼성암화물이 있는데 이 중 복운모편마암은 석영 35~40%, 사장석 7~8%, 정장석 10~15%, 녹니석화된 흑운모 3~5%, 녹니석 7~10%, 견운모 20~25%, 녹렴석 5~7%정도로 이루어져 있으며 입상변정구조를 보인다. 각섬암은 보통각섬석 60~65%, 사장석 7~10%, 석영 5~7%, 녹렴석 7~10%, 녹니석 7~10%로 되어 있으며 그 외 설석이나 인회석, 금속광물 등이 부광물로 끼인다. 이 암석 역시 입상변정구조를 보인다. 각섬편암은 석영의 양이 35%까지 되고 보통각섬석의 양은 40~45% 정도이며 그 외 녹렴석, 녹니석, 사장석과 칼리장석, 유렴석 등이 있다. 각섬편암은 부등립상-엽상 구조를 보이며 편리가 발달하고 있다.
김형직군 일대 후창층군 가운데층은 석회암과 고회암, 고회질석회암 등 탄산염암으로 이루어져있는데, 대부분 고회암이며 실제 자름면에서는 윗부분에 고회암이 더 많이 놓인다. 이들은 대부분 방해석, 고회석으로 이루어져있으며 일부 투각섬석, 사문석, 금운모 등이 포함되어 있기도 하다. 특히 고회암에는 갈철광, 적철광, 지르콘, 방연광 등도 들어있다. 여기서 가운데층의 탄산염암 Mg 함량은 북대천통의 탄산염암보다 낮은데 이는 후창층군 가운데층이 얕은 바다조건에서 퇴적되었다는 증거로 보인다.
웃층에서는 근청석견운모편암, 흑운모질견운모석영편암, 규선석흑운모녹니석편암 등이 있는데 이 중 규선석흑운모녹니석편암은 규선석으로 된 안구상석리가 나타나고 있다. 이 규선석안구의 크기는 최대 길이 3.5 cm, 최대 폭 1.2 cm인데 위로 올라갈수록 점차 작아져간다.
중강지구의 후창층군은 백운모견운모편암, 견운모녹니석편암, 규암 등으로 이루어져있는데 이를 김형직군지구와 대비해보면 중강지구의 후창층군이 김형직군지구에 널린 후창층군 웃층보다 더 위의 층준에 해당된다.
후창층군의 퇴적조건에 대해서는 그 암상의 변화가 중부층 탄산염암층에서 상부층의 쇄설성퇴적암의 변성물로 넘어가는 현상을 보아 퇴적분지의 해퇴시기를 나타낸다다는 견해가 있다. 한편 변성정도를 보면 아래층은 각섬암상, 웃층은 녹색편암상 또는 녹렴석-각섬암상에 해당한다고 생각된다.

## 동위원소지질년대 자료
중강지구 하장동 일대에 있는 후창층군의 백운모편암(후창층군 상부에 해당)에서 백운모를 이용해 K-Ar 법을 적용한 결과 12억 9400만년의 절대나이가 보고된 바 있다.